# Greg Johnson
Gregory C. "Greg" Johnson, född 16 mars 1971 i Thunder Bay, Ontario i Kanada, död 7 juli 2019 i Detroit, Michigan i USA, var en kanadensisk ishockeyforward som tillbringade tolv säsonger i den nordamerikanska ishockeyligan National Hockey League (NHL), där han spelade för ishockeyorganisationerna Detroit Red Wings, Pittsburgh Penguins, Chicago Blackhawks och Nashville Predators. Johnson producerade 369 poäng (145 mål och 224 assists) samt drog på sig 345 utvisningsminuter på 785 grundspelsmatcher. Han spelade även för Adirondack Red Wings i American Hockey League (AHL), North Dakota Fighting Sioux i National Collegiate Athletic Association (NCAA) och Thunder Bay Flyers i United States Hockey League (USHL).
Johnson draftades av Philadelphia Flyers i andra rundan i 1989 års draft som 33:e spelare totalt.
Han blev olympisk silvermedaljör i ishockey vid de olympiska vinterspelen 1994 i Lillehammer.
Han var äldre bror Ryan Johnson.
Den 7 juli 2019 avled Johnson vid 48 års ålder. Dödsorsaken var initialt ej känd men inför NHL-säsongen 2006–2007 gjorde han en rutinmässig läkarundersökning. När han gjorde elektrokardiografi, gav det onormala värden. Läkarna beslutade att göra fler tester och som ledde till att han tvingades lägga av med professionell ishockey. Den 17 juli rapporterades det att dödsorsaken var självmord med hjälp av en pistol.

## Statistik
| Källa: Utv = Utvisningsminuter | Källa: Utv = Utvisningsminuter                                                       | Källa: Utv = Utvisningsminuter                                                       |                                                                                      | Grundserie                                                                           | Grundserie                                                                           | Grundserie                                                                           | Grundserie                                                                           | Grundserie                                                                           |                                                                                      | Slutspel                                                                             | Slutspel                                                                             | Slutspel                                                                             | Slutspel                                                                             | Slutspel                                                                             |
| Säsong                         | Lag                                                                                  | Liga                                                                                 | Matcher                                                                              | Mål                                                                                  | Assist                                                                               | Poäng                                                                                | Utv                                                                                  | Matcher                                                                              | Mål                                                                                  | Assist                                                                               | Poäng                                                                                | Utv                                                                                  |                                                                                      |                                                                                      |
| ------------------------------ | ------------------------------------------------------------------------------------ | ------------------------------------------------------------------------------------ | ------------------------------------------------------------------------------------ | ------------------------------------------------------------------------------------ | ------------------------------------------------------------------------------------ | ------------------------------------------------------------------------------------ | ------------------------------------------------------------------------------------ | ------------------------------------------------------------------------------------ | ------------------------------------------------------------------------------------ | ------------------------------------------------------------------------------------ | ------------------------------------------------------------------------------------ | ------------------------------------------------------------------------------------ | ------------------------------------------------------------------------------------ | ------------------------------------------------------------------------------------ |
| 1988–1989                      | Thunder Bay Flyers                                                                   | USHL                                                                                 | 47                                                                                   | 32                                                                                   | 64                                                                                   | 96                                                                                   | 4                                                                                    | 12                                                                                   | 5                                                                                    | 13                                                                                   | 18                                                                                   | 0                                                                                    |                                                                                      |                                                                                      |
| 1989–1990                      | North Dakota Fighting Sioux                                                          | NCAA                                                                                 | 44                                                                                   | 17                                                                                   | 38                                                                                   | 55                                                                                   | 11                                                                                   | —                                                                                    | —                                                                                    | —                                                                                    | —                                                                                    | —                                                                                    |                                                                                      |                                                                                      |
| 1990–1991                      | North Dakota Fighting Sioux                                                          | NCAA                                                                                 | 38                                                                                   | 18                                                                                   | 61                                                                                   | 79                                                                                   | 6                                                                                    | —                                                                                    | —                                                                                    | —                                                                                    | —                                                                                    | —                                                                                    |                                                                                      |                                                                                      |
| 1991–1992                      | North Dakota Fighting Sioux                                                          | NCAA                                                                                 | 39                                                                                   | 20                                                                                   | 54                                                                                   | 74                                                                                   | 8                                                                                    | —                                                                                    | —                                                                                    | —                                                                                    | —                                                                                    | —                                                                                    |                                                                                      |                                                                                      |
| 1992–1993                      | North Dakota Fighting Sioux                                                          | NCAA                                                                                 | 34                                                                                   | 19                                                                                   | 45                                                                                   | 64                                                                                   | 18                                                                                   | —                                                                                    | —                                                                                    | —                                                                                    | —                                                                                    | —                                                                                    |                                                                                      |                                                                                      |
| 1993–1994                      | Detroit Red Wings                                                                    | NHL                                                                                  | 52                                                                                   | 6                                                                                    | 11                                                                                   | 17                                                                                   | 22                                                                                   | 7                                                                                    | 2                                                                                    | 2                                                                                    | 4                                                                                    | 2                                                                                    |                                                                                      |                                                                                      |
|                                | Adirondack Red Wings                                                                 | AHL                                                                                  | 3                                                                                    | 2                                                                                    | 4                                                                                    | 6                                                                                    | 0                                                                                    | 4                                                                                    | 0                                                                                    | 4                                                                                    | 4                                                                                    | 2                                                                                    |                                                                                      |                                                                                      |
| 1994–1995                      | Detroit Red Wings                                                                    | NHL                                                                                  | 22                                                                                   | 3                                                                                    | 5                                                                                    | 8                                                                                    | 14                                                                                   | 1                                                                                    | 0                                                                                    | 0                                                                                    | 0                                                                                    | 0                                                                                    |                                                                                      |                                                                                      |
| 1995–1996                      | Detroit Red Wings                                                                    | NHL                                                                                  | 60                                                                                   | 18                                                                                   | 22                                                                                   | 40                                                                                   | 30                                                                                   | 13                                                                                   | 3                                                                                    | 1                                                                                    | 4                                                                                    | 8                                                                                    |                                                                                      |                                                                                      |
| 1996–1997                      | Detroit Red Wings                                                                    | NHL                                                                                  | 43                                                                                   | 6                                                                                    | 10                                                                                   | 16                                                                                   | 12                                                                                   | —                                                                                    | —                                                                                    | —                                                                                    | —                                                                                    | —                                                                                    |                                                                                      |                                                                                      |
|                                | Pittsburgh Penguins                                                                  | NHL                                                                                  | 32                                                                                   | 7                                                                                    | 9                                                                                    | 16                                                                                   | 14                                                                                   | 5                                                                                    | 1                                                                                    | 0                                                                                    | 1                                                                                    | 2                                                                                    |                                                                                      |                                                                                      |
| 1997–1998                      | Pittsburgh Penguins                                                                  | NHL                                                                                  | 5                                                                                    | 1                                                                                    | 0                                                                                    | 1                                                                                    | 2                                                                                    | —                                                                                    | —                                                                                    | —                                                                                    | —                                                                                    | —                                                                                    |                                                                                      |                                                                                      |
|                                | Chicago Blackhawks                                                                   | NHL                                                                                  | 69                                                                                   | 11                                                                                   | 22                                                                                   | 33                                                                                   | 38                                                                                   | —                                                                                    | —                                                                                    | —                                                                                    | —                                                                                    | —                                                                                    |                                                                                      |                                                                                      |
| 1998–1999                      | Nashville Predators                                                                  | NHL                                                                                  | 68                                                                                   | 16                                                                                   | 34                                                                                   | 50                                                                                   | 24                                                                                   | —                                                                                    | —                                                                                    | —                                                                                    | —                                                                                    | —                                                                                    |                                                                                      |                                                                                      |
| 1999–2000                      | Nashville Predators                                                                  | NHL                                                                                  | 82                                                                                   | 11                                                                                   | 33                                                                                   | 44                                                                                   | 40                                                                                   | —                                                                                    | —                                                                                    | —                                                                                    | —                                                                                    | —                                                                                    |                                                                                      |                                                                                      |
| 2000–2001                      | Nashville Predators                                                                  | NHL                                                                                  | 82                                                                                   | 15                                                                                   | 17                                                                                   | 32                                                                                   | 46                                                                                   | —                                                                                    | —                                                                                    | —                                                                                    | —                                                                                    | —                                                                                    |                                                                                      |                                                                                      |
| 2001–2002                      | Nashville Predators                                                                  | NHL                                                                                  | 82                                                                                   | 18                                                                                   | 26                                                                                   | 44                                                                                   | 38                                                                                   | —                                                                                    | —                                                                                    | —                                                                                    | —                                                                                    | —                                                                                    |                                                                                      |                                                                                      |
| 2002–2003                      | Nashville Predators                                                                  | NHL                                                                                  | 38                                                                                   | 8                                                                                    | 9                                                                                    | 17                                                                                   | 22                                                                                   | —                                                                                    | —                                                                                    | —                                                                                    | —                                                                                    | —                                                                                    |                                                                                      |                                                                                      |
| 2003–2004                      | Nashville Predators                                                                  | NHL                                                                                  | 82                                                                                   | 14                                                                                   | 18                                                                                   | 32                                                                                   | 33                                                                                   | 6                                                                                    | 1                                                                                    | 2                                                                                    | 3                                                                                    | 0                                                                                    |                                                                                      |                                                                                      |
| 2004–2005                      | Säsongen var inställd på grund av lockout i och med konflikten mellan NHL och NHLPA. | Säsongen var inställd på grund av lockout i och med konflikten mellan NHL och NHLPA. | Säsongen var inställd på grund av lockout i och med konflikten mellan NHL och NHLPA. | Säsongen var inställd på grund av lockout i och med konflikten mellan NHL och NHLPA. | Säsongen var inställd på grund av lockout i och med konflikten mellan NHL och NHLPA. | Säsongen var inställd på grund av lockout i och med konflikten mellan NHL och NHLPA. | Säsongen var inställd på grund av lockout i och med konflikten mellan NHL och NHLPA. | Säsongen var inställd på grund av lockout i och med konflikten mellan NHL och NHLPA. | Säsongen var inställd på grund av lockout i och med konflikten mellan NHL och NHLPA. | Säsongen var inställd på grund av lockout i och med konflikten mellan NHL och NHLPA. | Säsongen var inställd på grund av lockout i och med konflikten mellan NHL och NHLPA. | Säsongen var inställd på grund av lockout i och med konflikten mellan NHL och NHLPA. | Säsongen var inställd på grund av lockout i och med konflikten mellan NHL och NHLPA. | Säsongen var inställd på grund av lockout i och med konflikten mellan NHL och NHLPA. |
| 2005–2006                      | Nashville Predators                                                                  | NHL                                                                                  | 68                                                                                   | 11                                                                                   | 8                                                                                    | 19                                                                                   | 10                                                                                   | 5                                                                                    | 0                                                                                    | 1                                                                                    | 1                                                                                    | 2                                                                                    |                                                                                      |                                                                                      |
| NHL totalt                     | NHL totalt                                                                           | NHL totalt                                                                           | 785                                                                                  | 145                                                                                  | 224                                                                                  | 369                                                                                  | 345                                                                                  | 37                                                                                   | 7                                                                                    | 6                                                                                    | 13                                                                                   | 14                                                                                   |                                                                                      |                                                                                      |
| NCAA totalt                    | NCAA totalt                                                                          | NCAA totalt                                                                          | 155                                                                                  | 74                                                                                   | 198                                                                                  | 272                                                                                  | 43                                                                                   | —                                                                                    | —                                                                                    | —                                                                                    | —                                                                                    | —                                                                                    |                                                                                      |                                                                                      |

### Internationellt
| År            | Lag           | Turnering     |               | Matcher | Mål | Assist | Poäng | Utv |
| ------------- | ------------- | ------------- | ------------- | ------- | --- | ------ | ----- | --- |
| 1991          | Kanada        | JVM           | 7             | 4       | 2   | 6      | 0     |     |
| 1993          | Kanada        | VM            | 8             | 1       | 2   | 3      | 2     |     |
| 1994          | Kanada        | OS            | 8             | 0       | 3   | 3      | 0     |     |
| Junior totalt | Junior totalt | Junior totalt | Junior totalt | 7       | 4   | 2      | 6     | 0   |
| Senior totalt | Senior totalt | Senior totalt | Senior totalt | 16      | 1   | 5      | 6     | 2   |